# Choeronycteris mexicana
El murciélago trompudo, también conocido como murciélago hociquilargo mexicano (Choeronycteris mexicana) es una especie de murciélago microquiróptero de la familia Phyllostomidae. Única especie de su género. Mide 8.1-10.3 cm de longitud total. Su peso varía de 10-20 g. Pelaje café- grisáceo en el dorso con hombros y vientre más pálidos. Orejas cortas con membranas obscuras. Hocico alargado con lengua larga y extensible. Se encuentra en el suroeste de Estados Unidos, México, Guatemala, El Salvador y Honduras. En México se le encuentra prácticamente en todos sus estados con excepción de Tabasco y los pertenecientes a la Península de Yucatán. Vive en gran variedad de hábitats en partes donde aún existe vegetación abundante con flores, como cañadas profundas en montañas desérticas. Prefiere climas templados, también climas cálidos y sub-cálidos; desde los 300 hasta los 2629 m s. n. m. La NOM-059-SEMARNAT-2010 considera a la especie como amenazada; la UICN2019-1 como casi amenazada. Los principales factores de riesgo que le amenazan son la fragmentación y destrucción de su hábitat debido a prácticas agrícolas y forestales, extracción ilegal de cactáceas y perturbaciones ocasionadas por el hombre en los refugios, esto último debido a la ignorancia y mitos en torno a ellos.